# Talus Taylor
Pour les articles homonymes, voir Taylor.
Talus Taylor est un auteur de littérature jeunesse né le 18 septembre 1929 à New York et mort le 15 février 2015 à Paris 14e,.
Il est principalement connu pour être, avec sa femme Annette Tison, cocréateur des Barbapapa.
En 1973, il obtient la "Mention" Prix critique en herbe, de la Foire du livre de jeunesse de Bologne (Italie) pour  Animal hide and seek: a take another look book , coécrit avec Annette Tison.